# Время прощания
«Время прощания» (фр. Le temps qui reste) — драма Франсуа Озона, о последних месяцах жизни молодого успешного фотографа, умирающего от опухоли в последней стадии. Картина была впервые представлена публике в рамках программы «Особый взгляд» на Каннском кинофестивале 2005 года. Как признавал Озон, фильм создан под влиянием документальной автобиографической ленты Эрве Гибера «Стыд или бесстыдство» (La pudeur ou l’impudeur, 1992).

## Сюжет
Весьма успешный 31-летний фотограф-гей Ромен узнаёт, что смертельно болен — у него рак печени и легких, и ему осталось жить не более трёх месяцев. Он отказывается от попыток лечения, так как шансы на выздоровление минимальны. Вместо этого Ромен пытается выяснить отношения с окружающими: выгоняет из дома любовника, навещает своих родителей, сестру. Единственной, кому он рассказывает о болезни, оказывается его бабушка Лора, которая также скоро умрёт и вполне понимает его проблему. Возвращаясь от бабушки, Ромен знакомится в придорожном кафе с официанткой Жани. Женщина просит Ромена переспать с ней: её муж бесплоден, а она хочет иметь детей. После некоторых раздумий Ромен соглашается. Он занимается сексом с Жани, но просит также её супруга присоединиться к ним. Женщина беременеет; Ромен завещает всё имущество своему будущему ребёнку. В финале картины Ромен приезжает на море, чтобы встретить смерть на пляже в закатных лучах солнца.

## В ролях
| Актёр                 | Роль         |
| --------------------- | ------------ |
| Мельвиль Пупо         | Ромен        |
| Жанна Моро            | бабушка Лора |
| Валерия Бруни Тедески | Жани         |
| Даниэль Дюваль        | отец Ромена  |
| Мари Ривьер           | мать Ромена  |
| Кристиан Сенгевальд   | Саша         |